# Senza una donna

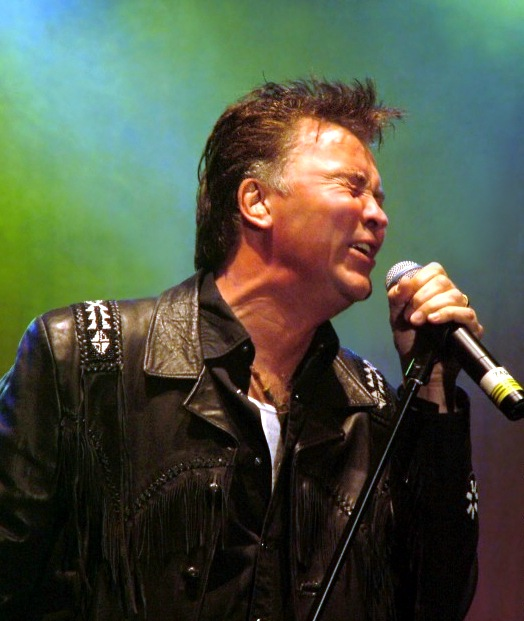
Paul Young

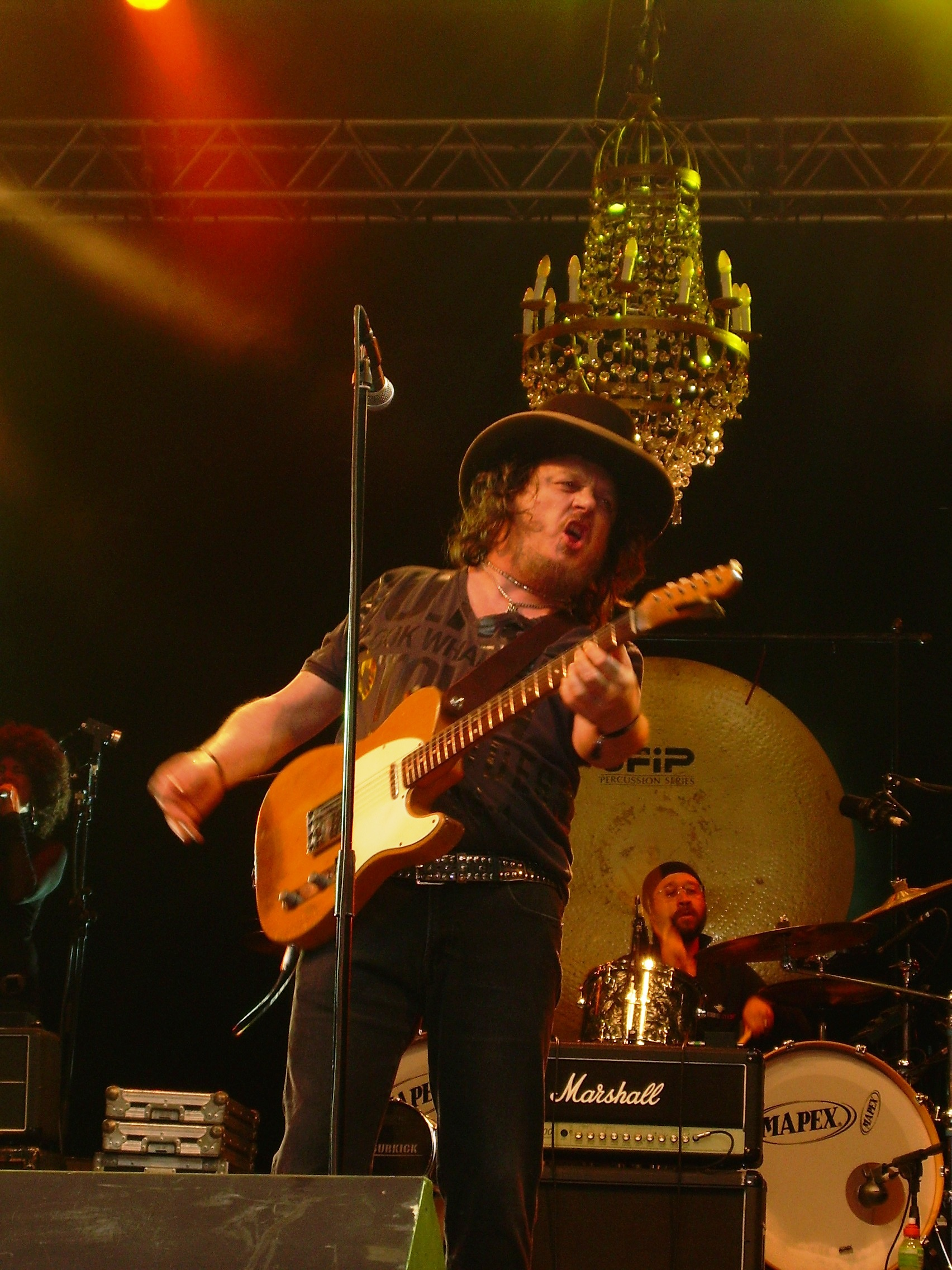
Zucchero

Senza una donna (Italiaans voor "zonder een vrouw") is een nummer uit 1987, geschreven en uitgevoerd door Zucchero Fornaciari. Het werd in 1991 opnieuw opgenomen in duet met Paul Young. Deze versie, met ook Engelse tekst, werd als single uitgebracht met de titel Senza una donna (Without a Woman). In Nederland behaalde deze versie nummer 3 als hoogste positie. In andere landen, waaronder België, Italië, Noorwegen en Zweden behaalde het nummer de 1e positie. Ook stond het nummer al 16 keer in de Nederlandse top 2000.

## Hitnotering
| Senza una donna (Without a Woman) in de Nederlandse Top 40 – binnen: 21 juli 1991 | Senza una donna (Without a Woman) in de Nederlandse Top 40 – binnen: 21 juli 1991 | Senza una donna (Without a Woman) in de Nederlandse Top 40 – binnen: 21 juli 1991 | Senza una donna (Without a Woman) in de Nederlandse Top 40 – binnen: 21 juli 1991 | Senza una donna (Without a Woman) in de Nederlandse Top 40 – binnen: 21 juli 1991 | Senza una donna (Without a Woman) in de Nederlandse Top 40 – binnen: 21 juli 1991 | Senza una donna (Without a Woman) in de Nederlandse Top 40 – binnen: 21 juli 1991 | Senza una donna (Without a Woman) in de Nederlandse Top 40 – binnen: 21 juli 1991 | Senza una donna (Without a Woman) in de Nederlandse Top 40 – binnen: 21 juli 1991 | Senza una donna (Without a Woman) in de Nederlandse Top 40 – binnen: 21 juli 1991 | Senza una donna (Without a Woman) in de Nederlandse Top 40 – binnen: 21 juli 1991 | Senza una donna (Without a Woman) in de Nederlandse Top 40 – binnen: 21 juli 1991 | Senza una donna (Without a Woman) in de Nederlandse Top 40 – binnen: 21 juli 1991 | Senza una donna (Without a Woman) in de Nederlandse Top 40 – binnen: 21 juli 1991 |
| Week                                                                              | 1                                                                                 | 2                                                                                 | 3                                                                                 | 4                                                                                 | 5                                                                                 | 6                                                                                 | 7                                                                                 | 8                                                                                 | 9                                                                                 | 10                                                                                | 11                                                                                | 12                                                                                |                                                                                   |
| --------------------------------------------------------------------------------- | --------------------------------------------------------------------------------- | --------------------------------------------------------------------------------- | --------------------------------------------------------------------------------- | --------------------------------------------------------------------------------- | --------------------------------------------------------------------------------- | --------------------------------------------------------------------------------- | --------------------------------------------------------------------------------- | --------------------------------------------------------------------------------- | --------------------------------------------------------------------------------- | --------------------------------------------------------------------------------- | --------------------------------------------------------------------------------- | --------------------------------------------------------------------------------- | --------------------------------------------------------------------------------- |
| Nummer                                                                            | 28                                                                                | 14                                                                                | 5                                                                                 | 3                                                                                 | 3                                                                                 | 3                                                                                 | 4                                                                                 | 8                                                                                 | 16                                                                                | 22                                                                                | 33                                                                                | 40                                                                                | uit                                                                               |

### NPO Radio 2 Top 2000
| Nummer met noteringen in de NPO Radio 2 Top 2000 | '99 | '00 | '01 | '02  | '03 | '04 | '05 | '06 | '07 | '08 | '09 | '10 | '11 | '12  | '13  | '14  | '15  | '16  | '17  |
| ------------------------------------------------ | --- | --- | --- | ---- | --- | --- | --- | --- | --- | --- | --- | --- | --- | ---- | ---- | ---- | ---- | ---- | ---- |
| Senza una donna                                  | 605 | -   | 788 | 1163 | 811 | 777 | 741 | 706 | 523 | 665 | 923 | 763 | 832 | 1288 | 1372 | 1212 | 1189 | 1273 | 1558 |

1. ↑  Een '-' betekent dat het nummer niet was genoteerd en een vetgedrukt getal geeft de hoogste notering aan.
2. ↑  Deze tabel is bijgewerkt tot en met de laatste editie (2024).